# Шнапик, Александр
Алекса́ндр Шнапик (пол. Aleksander Sznapik; род. 10 февраля 1951) — польский шахматист, международный мастер (1977).

## Биография
Родился в Варшаве. В 1970—х и 1980—х годах был одним из ведущих польских шахматистов. В 1970 году он дебютировал в финале отдельного польского чемпионата. К 1992 году двадцать раз участвовал в финале турнира, победив четыре раза. Чемпион Польши, двенадцать раз входил в первую тройку лучших шахматистов. Он участвовал в девяти национальных шахматных олимпиадах. Являлся членом олимпийской команды, которая в 1978—1982 годах входила в первую десятку. Наиболее успешным было его выступление на Олимпиаде в Люцерне в 1982 году (54,2% по сравнению с первой доской, седьмое место в общекомандном зачёте), в котором он победил Виктора Корчного. Всего за период Олимпиад 1972—1992 годов сыграл в 94 партиях — баланс 33 -35 = 26 (48,9%).
Шнапик участвовал в многочисленных международных турнирах. Получил звание международного мастера в 1977 году после двух успешных выступлений на турнирах в Стокгольме и Люблине. В 1979 году он выиграл турнир, выиграв международный Кубок министерства связи в Варшаве, а в конце этого года Кубок турнира в Стокгольме.
В 1998 году закончил карьеру активного шахматиста.